# Guinea en los Juegos Olímpicos de Londres 2012
Guinea estuvo representada en los Juegos Olímpicos de Londres 2012 por cuatro deportistas, dos hombres y dos mujeres, que compitieron en tres deportes.
El portador de la bandera en la ceremonia de apertura fue el yudoca Facinet Keita. El equipo olímpico guineano no obtuvo ninguna medalla en estos Juegos.